# Campeonato de Oceanía de Judo de 2004
El XX Campeonato de Oceanía de Judo se celebró en Numea (Francia) entre el 17 y el 18 de abril de 2004 bajo la organización de la Unión de Judo de Oceanía.
En total se disputaron dieciséis pruebas diferentes, ocho masculinas y ocho femeninas.

## Resultados

### Masculino
| Evento            | Oro                                       | Plata                           | Bronce                                                               |
| ----------------- | ----------------------------------------- | ------------------------------- | -------------------------------------------------------------------- |
| –60 kg            | Cyril Chevalier Nueva Caledonia           | Alister Leat Nueva Zelanda      | Scott Fernandis Australia Frankie Serrano Australia                  |
| –66 kg            | Heath Young Australia                     | Paul Dulac Nueva Caledonia      | Joshua Cook Australia Ben Pilley Nueva Zelanda                       |
| –73 kg            | Abedias Trindade de Abreu Nueva Caledonia | Andrew Collett Australia        | Jonathan Berger Nueva Caledonia Peter Broom Nueva Zelanda            |
| –81 kg            | Morgan Endicott-Davies Australia          | Tom Hill Australia              | Priscus Fogagnolo Australia Josateki Naulu Fiyi                      |
| –90 kg            | Daniel Kelly Australia                    | Gavin Kelly Australia           | Ryan Dill-Russell Nueva Zelanda Akuila Nagadru Fiyi                  |
| –100 kg           | Martin Kelly Australia                    | Nemani Takayawa Fiyi            | Matt Celotti Australia Andrew Pragnell Nueva Zelanda                 |
| +100 kg           | Semir Pepic Australia                     | Nacanieli Qerewaqa Fiyi         | Philippe Vautrin Nueva Caledonia                                     |
| Categoría abierta | Nemani Takayawa Fiyi                      | Fabrice Mathieu Nueva Caledonia | Jason Koster Nueva Zelanda Abedias Trindade de Abreu Nueva Caledonia |

### Femenino
| Evento            | Oro                             | Plata                        | Bronce                                                        |
| ----------------- | ------------------------------- | ---------------------------- | ------------------------------------------------------------- |
| –48 kg            | Sonya Chervonsky Australia      | Julia Serrano Australia      | Elodie Foeillet Nueva Caledonia Helen Robertson Nueva Zelanda |
| –52 kg            | Rochelle Stormont Nueva Zelanda | Lisa Archbold Nueva Zelanda  | Chelisa Chester Australia Kelly Fong Australia                |
| –57 kg            | Mária Pekli Australia           | Carli Renzi Australia        | Elina Nasaudrodro Fiyi Vicky Stormont Nueva Zelanda           |
| –63 kg            | Carly Dixon Australia           | Tamsin Rigold Nueva Zelanda  | Belinda Giudice Australia                                     |
| –70 kg            | Catherine Arlove Australia      | Stephanie Topp Australia     | Janelle Shepherd Australia Kate Stanbridge Nueva Zelanda      |
| –78 kg            | Sisilia Nasiga Fiyi             | Rebecca Finlay Nueva Zelanda | Sophia Dennis Australia                                       |
| +78 kg            | Jessica Malone Australia        | Elenoa Korowaqa Fiyi         | —                                                             |
| Categoría abierta | Sisilia Nasiga Fiyi             | Joy Williams Nueva Zelanda   | Tamsin Rigold Nueva Zelanda                                   |

## Medallero
| Núm. | País            | Oro | Plata | Bronce | Total |
| ---- | --------------- | --- | ----- | ------ | ----- |
| 1    | Australia       | 10  | 6     | 10     | 26    |
| 2    | Fiyi            | 3   | 3     | 3      | 9     |
| 3    | Nueva Caledonia | 2   | 2     | 4      | 8     |
| 4    | Nueva Zelanda   | 1   | 5     | 9      | 15    |
|      | TOTAL           | 16  | 16    | 26     | 58    |